# Death to False Metal
Death to False Metal é um álbum de compilação da banda americana de rock alternativo Weezer, lançado a 2 de Novembro de 2010 pela Geffen. O álbum contém bastantes faixas antigas, feitas ao longo da carreira dos Weezer, que não chegaram a ser lançadas, com o vocalista e guitarrista Rivers Cuomo a afirmar que "Juntas, (estas músicas) são o álbum que logicamente deveria seguir Hurley".
O álbum foi lançado simultaneamente com a edição deluxe do segundo álbum de estúdio da banda, Pinkerton. O título é uma referência a uma frase comum dos Manowar, frequentemente usada nas letras das suas músicas (tal como "Master of the Wind") e na arte dos seus álbuns.

## Base de criação e gravação
Originalmente conhecido como Odds and Ends, o álbum foi mencionado pela primeira vez pelo guitarrista Brian Bell durante o Verão de 2008. O vocalista e guitarrista Rivers Cuomo afirmou que as faixas são "grandes músicas, grandes gravações, mas por alguma razão não chegaram a uma versão final para um álbum. E tal como o álbum Alone, estas cobrem um vasto período de tempo desde o princípio da nossa carreira no início dos anos 90 até ao dia presente".
O vocalista Rivers Cuomo considera Death to False Metal como sendo o nono álbum de estúdio dos Weezer. O gestor informático e historiador da banda, Karl Koch, descreve o lançamento de forma diferente, como "um álbum especial, [...] género de versão dos Weezer das gravações Alone do Rivers".
A versão de "Mykel & Carli" na versão iTunes do álbum difere da versão previamente lançada no single "Undone – The Sweater Song" de 1994 e mais tarde na edição deluxe do álbum de estreia homónimo da banda de 1994. Foi especulado pelos fãs que esta é a gravação original da música de 1993 das sessões do The Blue Album, com a versão comum previamente lançada a ter sido gravada no Verão de 1994.
A faixa de abertura "Turning Up the Radio" é o produto do projecto de composição de Rivers Cuomo no YouTube intitulado Let's Write a Sawng.

## Lista de faixas
Edição Standard
| N.º            | Título                                     | Compositor(es)                   | Duração |  |
| 1.             | "Turning Up the Radio"                     | Rivers Cuomo                     | 3:37    |  |
| 2.             | "I Don't Want Your Loving"                 | Cuomo, Brian Bell, Scott Shriner | 3:03    |  |
| 3.             | "Blowin' My Stack"                         | Cuomo, Bell, Shriner             | 3:44    |  |
| 4.             | "Losing My Mind"                           | Cuomo                            | 4:02    |  |
| 5.             | "Everyone"                                 | Cuomo                            | 2:49    |  |
| 6.             | "I'm a Robot"                              | Cuomo                            | 2:31    |  |
| 7.             | "Trampoline"                               | Cuomo                            | 2:45    |  |
| 8.             | "The Odd Couple"                           | Cuomo                            | 3:07    |  |
| 9.             | "Autopilot"                                | Cuomo                            | 2:57    |  |
| 10.            | "Unbreak My Heart" (cover de Toni Braxton) | Diane Warren                     | 4:11    |  |
| Duração total: | Duração total:                             | Duração total:                   | 32:52   |  |

Faixas Bónus Internacionais
| N.º | Título                            | Compositor(es) | Duração |  |
| 11. | "Yellow Camaro" (exclusivo Japão) | Bell           | 3:37    |  |
| 12. | "Outta Here"                      | Cuomo          | 2:34    |  |

Faixa Bónus Loja iTunes
| N.º | Título          | Compositor(es) | Duração |  |
| 11. | "Mykel & Carli" | Cuomo          | 3:14    |  |

## Pessoal
- Rivers Cuomo — vocalista, guitarra, teclado
- Patrick Wilson — bateria, percussão
- Brian Bell — guitarra, vocais de apoio, sintetizador, teclado
- Scott Shriner — baixo, vocais de apoio
- David Campbell — arranjo de cordas, direcção de orquestra